# باشگاه فوتبال لوکوموتیو پامیر
باشگاه فوتبال لوکوموتیو پامیر (انگلیسی: FC Lokomotiv-Pamir) یک باشگاه فوتبال حرفه‌ای تاجیکستانی مستقر در تاجیکستان است که در لیگ عالی تاجیکستان رقابت می‌کند.

## تاریخچه
لوکوموتیو پامیر یک باشگاه فوتبال تاجیکستان در شهر دوشنبه است که در ابتدا در سال ۱۹۶۱ با نام لوکوموتیو دوشنبه تاسیس شد. لوکوموتیو دوشنبه پس از انحلال اولیه در اوایل دهه ۱۹۹۰، در اوایل سال ۱۹۹۹ احیا شد و دوباره در پایان سال ۲۰۰۰ منحل شد و دوباره در سال ۲۰۰۸ تاسیس گشت.